# Локавці
Локавці (словен. Lokavci) — поселення в общині Горня Радгона, Помурський регіон, Словенія. Висота над рівнем моря: 300,4 м.